# 1208
Năm 1208 là một năm trong lịch Julius.